# U-60号潜艇 (1939年)
U-60号（德語：U 60）是纳粹德国战争海军建造的八艘II-C型近岸潜艇（或称U艇）之一。它由基尔的德意志造船厂承建，于1939年6月1日下水，至同年7月22日交付使用。第二次世界大战期间，该艇曾执行过九次巡逻作战，共计击沉3艘同盟国或中立国舰船，累积总吨位为7,561吨。1945年2月28日，U-60号在威廉港退役，至同年5月5日自沉，残骸其后被打捞上岸拆解报废。

## 设计
II级潜艇是从一战中德意志帝国海军的UB级和UF级近岸潜艇发展而来。其外观尺寸小，造价便宜且易于生产，在很短时间内便能造好。这款艇具在设计上吸收了为芬兰海军定制的欧洲水鼬号的优点，是非常出色的训练艇。但由于它们体积较小，在海面上容易剧烈颠簸，因此也被德国人戏称为“独木舟”（Einbaum）。尽管如此，一些II级艇在训练任务与战斗行动中表现相当出色，许多II级艇的衍生型号也相继被建造出来。
U-60号是一款用于近岸水域作战的II-C型单壳体潜艇，它与前型很容易从外形上识别出来，因其司令塔的正面平滑且设置了第二部潜望镜，而不像II-A和II-B型那样呈梯状。为了进一步扩大续航力，该型艇的耐压壳在II-B型的基础上延长了1.4米，从而使全长达到43.9米。增加的部分用作在艇舯部插入两个额外的隔间，以容纳改进的无线电设施，并使燃料舱搭载量达到大约23吨。艇只的舷宽4.08米、高8.4米，并有3.82米的吃水深度，水上和水下排水量则分别增加至291吨和341吨。II-C型艇采用两台曼海姆发动机厂（MWM）生产的六缸四冲程350匹公制馬力（260千瓦特）柴油机用于水面运行，以及两台各配备36个AFA蓄电池组的205匹公制馬力（150千瓦特）西门子-舒克特（SSW）电动发电机用于水下航行；水面最高航速12節（22每小時），水下7節（13每小時）；能够在水面以8節（15每小時）航速续航3,800海里（7,000），或以4節（7.4每小時）连续在水下航行42海里（78）而无需充电。它具备双轴和两副直径为0.85米的螺旋桨，具备在80－150米的深度运行的能力，紧急下潜需时30秒。
武器装备方面，U-60号在艇艏内置有三具管径为533毫米的鱼雷发射管，呈倒三角形布置，其中左舷一具、右舷一具、底部的中线上还有一具；它们合共配备5枚G7型鱼雷，或可携带最多12枚TMA水雷。此外，该艇还搭载有一门20毫米30式高射炮作为甲板炮。其标准船员编制为3名军官及22名水兵。

## 历史
1937年6月17日，海军造舰局正式将八艘II-C型潜艇（U-56至U-63号）的建造合同发包予基尔的德意志造船厂。其中U-60号于1938年10月1日开始铺设龙骨，1939年6月1日下水，至同年7月22日在首度担任艇长的海军中尉格奥尔格·舍韦的指挥下交付使用。完成海试后，该艇成为驻基尔的埃姆斯曼潜艇区舰队的一份子，先后担任训练艇和作战艇直至1939年12月31日。当U艇编制于1940年1月1日重组时，它又加入了同驻基尔的第1潜艇区舰队担任前线艇。同年底退出前线任务后，U-60号从1940年11月19日开始以教学艇身份换编至驻皮劳的第21潜艇区舰队服役。随着苏联红军于1945年初发动东普鲁士攻势下，德国人被迫放弃皮劳基地，该艇遂跟随区舰队自1945年2月起移驻威廉港，并于当月28日退役。根据长期生效的“彩虹命令”，U-60号于同年5月5日与另外二十二艘德国U艇在威廉港四号入口的西侧掩体、即所谓的“雷德尔船闸”（Raederschleuse，53°31′N 08°10′E / 53.517°N 8.167°E）内自行凿沉——尽管该命令在一天前便由海军元帅卡尔·邓尼茨撤销。战后，它们于1945年10月10日至25日期间被英国人集中以炸药炸毁，艇只残骸继而被打捞上岸并拆解报废。
第二次世界大战期间，U-60号完成了九次巡逻，共计击沉3艘、击伤1艘同盟国或中立国舰船，累积总吨位为22,995吨。

### 作战巡逻
U-60号的前六次巡逻都是在舍韦的指挥下进行的，作战范围涵盖波罗的海、北海北部以及苏格兰和英格兰沿岸。但他率领该艇仅在1939年12月12日至19日的第二次巡逻期间取得过一次战功：当时，U-60号于12月15日在洛斯托夫特周边、即编号为AN-7635的海军网格内共敷设了九枚水雷。四天后，FS-56号护航船队中的英国货船神户城号（City of Kobe，4,373总吨）便在大雅茅斯的横沙浮标附近触雷沉没，造成1人死亡。
1940年4月4日上午08:12，舍韦带着火漆密令，率U-60号从威廉港启航执行第五次巡逻，参与德国入侵丹麦和挪威的威悉演习行动。两天后开启的密令指示该艇前往挪威海岸，从4月9日开始在挪威登陆期间支援德国陆军和海军，并阻止英国任何破坏入侵的企图。它与U-9、U-14、U-56和U-62号共同组成第三潜艇集群，作战区域位于卑尔根附近海域。4月14－15日夜间，U-60号和第三潜艇集群余部从供应母舰卡尔·彼得斯号获得海上补给，然后开始在奥勒松附近巡逻，以抵抗英国在该地区登陆。然而几天后，它们被U-17、U-23和U-24号接替，并向南向卑尔根进发。至4月25日，英国人尚未登陆，U-60号及其它潜艇遂被部署至设得兰群岛以东。在经历了二十三天但一无所获的巡逻后，该艇于4月27日凌晨02:03返回基尔。
前U-6号艇长、海军中尉阿达尔贝特·施内于1940年7月19日接过U-60号的指挥权，并指挥了该艇的最后三次巡逻。他的首个任务是率艇于7月30日从基尔出发，穿过威廉皇帝运河，前往卑尔根补充燃料和补给后驶入北大西洋，经由北海海峡南下。8月1日16:02，荷兰潜艇O-21号在前往卑尔根的途中于北海的苏格兰东部海域发现了U-60号。十三分钟后，O-21号从2,000米的距离发射了两枚鱼雷，但均未命中。德国人并没有意识到这次袭击。当天晚些时候，在姊妹艇以北海域巡逻的O-22号也发现了U-60号，却因距离太远而无法进行攻击。2日晚，U-60号在海于格松附近还遭到从挪威斯塔万格飞往奥克尼群岛的德国第30轰炸机联队的一架Ju 88轰炸机误击，但没有受损。经过十九天、水面行程2,337.2海里（4,328.5）、水下行程247.8海里（458.9）的航行后，该艇于8月18日抵达德占法国的洛里昂。途中，无护航的瑞典货船尼尔斯·戈尔顿号（Nils Gorthon，1,787总吨）于8月13日因大雾而从HX-62号护航船队中掉队，被施内发射的一枚击中船艉，并于两分钟内在马林角东北偏北约25海里（46）处沉没，造成5名船员罹难。
由于已经移驻洛里昂潜艇基地，U-60号得以在接下来的两次（第八和第九次）巡逻中从比斯开湾向大西洋出击，活动范围包括北部海峡和赫布里底群岛。其中在第八次巡逻期间，该艇取得了服役生涯中最后的战果：8月31日0时，重达15,434总吨、正在执行儿童撤离计划的荷兰客轮福伦丹号（Volendam）在布拉迪角以西约200海里（370）处被施内发射的一枚鱼雷击中。鱼雷击中了1号货舱，炸开一个16×10米的孔洞，导致1号和2号货舱进水，1名船员在弃船时溺水身亡。受损的福伦丹号被一艘英国拖船拖走并至比特岛搁滩，其后能够重新浮起继而在卡梅尔·莱尔德完成修复。三天后的03:26，U-60号又发射鱼雷击中了无护航的英国煤船石莼号（Ulva，1,401总吨）船舯部，使其在伊尼什特拉哈尔岛西北偏西约180海里（330）处缓慢沉没。德国人观察到剧烈的爆炸，碎片飞向空中，其中一些落在了潜艇附近。共有3人在袭击中丧生。

## 袭击历史摘要
| 日期           | 船名            | 船籍 | 吨位   | 结局         |
| -------------- | --------------- | ---- | ------ | ------------ |
| 1939年12月19日 | 神户城号        | 英國 | 4,373  | 击沉（触雷） |
| 1940年8月13日  | 尼尔斯·戈尔顿号 | 瑞典 | 1,787  | 击沉         |
| 1940年8月31日  | 福伦丹号        | 荷蘭 | 15,434 | 击伤         |
| 1940年9月3日   | 石莼号          | 英國 | 1,401  | 击沉         |